# Mesembrius wulpi
Mesembrius wulpi är en tvåvingeart som beskrevs av Goot 1964. Mesembrius wulpi ingår i släktet Mesembrius och familjen blomflugor. Inga underarter finns listade i Catalogue of Life.